# اینو-کایسا ساارینن
اینو-کایسا ساارینن (انگلیسی: Aino-Kaisa Saarinen؛ زادهٔ ۱ فوریهٔ ۱۹۷۹) اسکی‌باز صحرانوردی اهل فنلاند است.